# Accelerated Mobile Pages
Accelerated Mobile Pages (AMP) zijn webpagina's met statische content, geoptimaliseerd voor browsen op mobiele apparaten. AMP documenten zijn ontwikkeld in "AMP HTML", een open source framework speciaal ontworpen met bestaande webtechnologie voor het ontwikkelen van kleine en snelle webpagina's. AMP wordt geleid door Google.
AMP krijgt kritiek omdat het Google nog meer controle geeft over (de inhoud) van het internet. Bezoekers worden namelijk niet naar de website doorgeleid, maar blijven hangen op een "cache"-server onder controle van Google.

## Uitleg
AMP HTML is een combinatie van aangepaste HTML met AMP-componenten, een JavaScript-framework en een content delivery network. In AMP zijn de meeste HTML-elementen beschikbaar, maar er bestaan uitzonderingen.
- AMP HTML zorgt voor goede prestaties en aanvullingen voor het bouwen van uitgebreide inhoud dan standaard HTML.[5]
- AMP JS zorgt voor een snelle rendering van de AMP HTML-pagina's
- Google AMP Cache kan worden gebruikt voor een snellere aanlevering van de pagina's. De AMP Cache is een proxy-gebaseerd content delivery network.

## Werking
Door de volgende technieken kunnen AMP HTML-pagina's snel worden geladen:
- sta uitsluitend asynchrone scripts toe
- pas de grootte van alle bronnen statisch aan
- laat geen extensies de rendering van een pagina blokkeren
- alle JavaScripting van een derde-partij wordt vermeden
- alle CSS-code moet inline en aan grootte zijn gebonden
- efficiënte afhandeling van lettertypes
- herberekeningen van een stijl minimaliseren
- sta alleen animaties via een grafische processor toe
- bronnen worden met hoge prioriteit geladen
- HTTP-verzoeken worden zo snel mogelijk gedaan